# NGC 103
NGC 103 là một cụm sao mở nhỏ. Nó có thể nhìn thấy một phần trong kính viễn vọng nghiệp dư 8" dưới bầu trời ô nhiễm ánh sáng vừa phải. Nó cách Mặt trời khoảng 4600 năm ánh sáng.